# David Schiller
David Thomas Schiller, Pseudonym Jan Boger, (* 1952 in West-Berlin) ist ein deutscher Sachbuchautor, Journalist und Berater zu den Themen Schusswaffen, Sicherheit und Terrorismusabwehr.

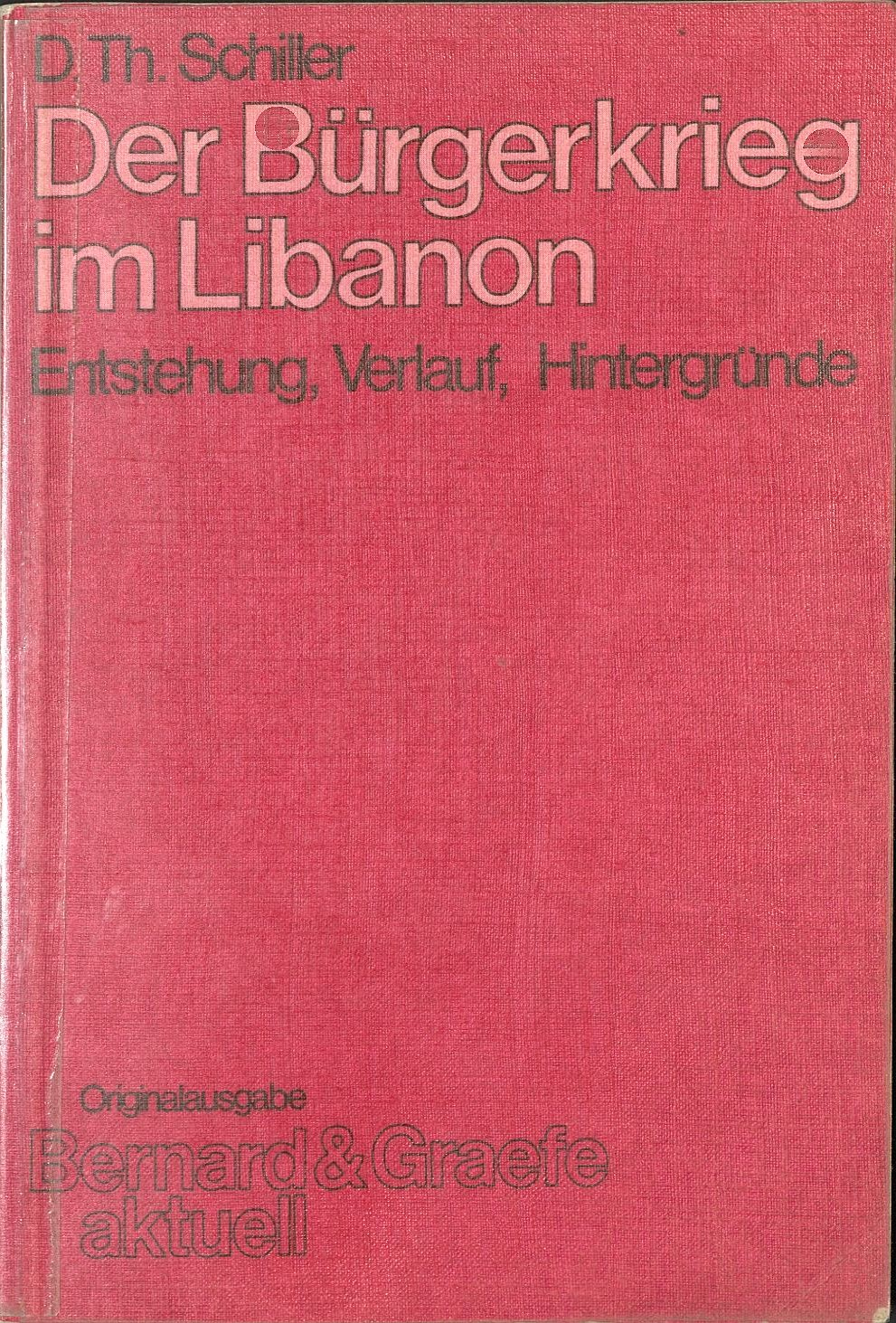
Libanon (1979)

## Leben
David Schiller wurde in eine jüdische Familie geboren und war in der Berliner zionistischen Jugend aktiv. Unter dem Eindruck des Sechstagekriegs beschloss er, nach Israel auszuwandern und dort Soldat zu werden. Nach dem Abitur 1971 zog er noch im gleichen Jahr nach Israel und erwarb im Rahmen der Alija die israelische Staatsangehörigkeit; im folgenden Jahr trat er in die israelische Fallschirmjäger-Brigade ein. Während des Jom-Kippur-Kriegs wurde er schwer verwundet und kehrte danach nach Deutschland zurück. Ab 1974 studierte Schiller an der FU Berlin Politologie, Journalistik und Publizistik. 1982 folgte die Promotion mit einer Dissertation zur „paramilitärischen palästinensischen Nationalbewegung seit 1918“. Während des Studiums beriet er die Berliner Polizei beim Aufbau ihres Präzisionsschützenkommandos, das wie in den anderen Bundesländern damals zur Terrorismusbekämpfung als Vorläufer der späteren Spezialeinsatzkommandos aufgebaut wurde. Zudem beschäftigte er sich wissenschaftlich mit dem Terrorismus. So war er Berater bei der RAND Corporation und Control Risks. Er hielt Vorträge unter anderem bei der Bundeswehr und der GSG9. In Tansania beschäftigte er sich mit der Ausbildung von Anti-Wilderei-Einheiten. Im Jahr 1976 verfasste er sein erstes Sachbuch unter dem Pseudonym Jan Boger; es handelte vom Schießen im Gefecht. Zahlreiche weitere Buchveröffentlichungen folgten. Von 1986 bis 2006  war Schiller Chefredakteur der Zeitschrift Visier, von 2006 bis 2012 ihr Herausgeber. Er ist Vorstandsmitglied der Lobbyorganisation Prolegal und setzt sich seit Jahrzehnten für die Belange privater Waffenbesitzer in Deutschland und gegen Waffenrechtsverschärfungen ein.

## Schriften (Auswahl)

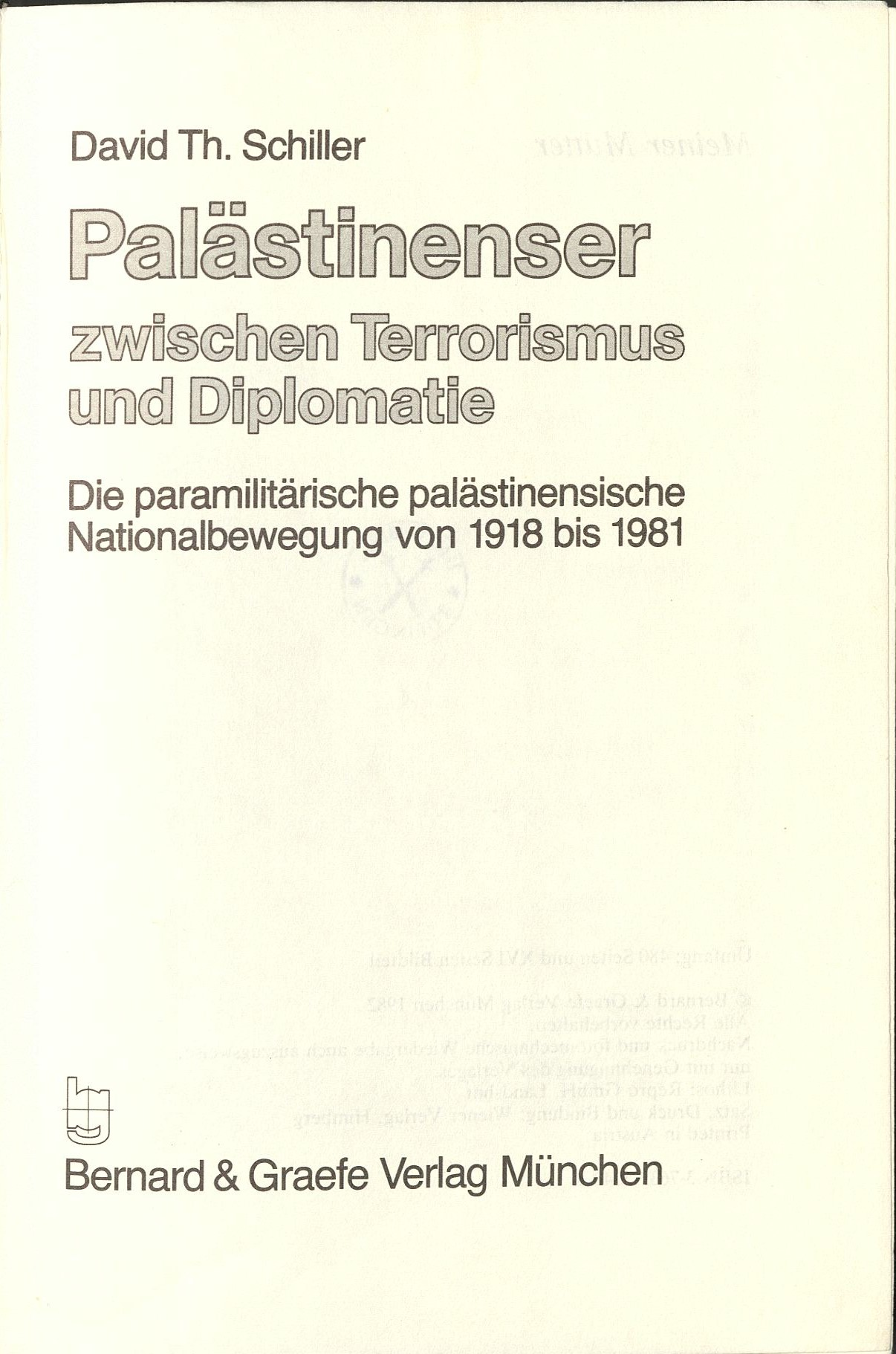
Palästinenser zwischen Terrorismus und Diplomatie (1982)

- Combatwaffen, Combat-Schießen, Combat-Taktik, Motorbuch Verlag, Stuttgart 1976
- Im Feuer zu leben ... Der Auftrag einer Armee, Schwend, Schwäbisch Hall 1977
- To Live in the Fire... the Photographic Journal of an Israeli Soldier, Jolex, New Jersey, ISBN 978-0-89149-036-4
- Der Bürgerkrieg im Libanon : Entstehung, Verlauf, Hintergründe. München : Bernard und Graefe, 1979
- Palästinenser zwischen Terrorismus und Diplomatie : die paramilitärische palästinensische Nationalbewegung von 1918 bis 1981. München : Bernard und Graefe, 1982. Diss. FU Berlin, 1982
- Israel zu Fuss. Handbuch für Individualreisen, Pietsch, Stuttgart 1987, ISBN 978-3-613-50063-1
- Westernhobby heute, Motorbuch Verlag, Stuttgart 1990, ISBN 978-3-613-01357-5
- Schwarzpulver-Digest, Motorbuch Verlag, Stuttgart 1994, ISBN 978-3-613-01056-7
- Combat-Training für den Ernstfall, Motorbuch Verlag, Stuttgart 1994, ISBN 978-3-87943-617-0
- Elite-Einheiten und Spezial-Einheiten international, Motorbuch Verlag, Stuttgart 1995, ISBN 978-3-613-01166-3
- Die sowjetische Infanterie und ihre Waffen 1945 bis heute, Motorbuch Verlag, Stuttgart 1995, ISBN 978-3-87943-779-5
- Der US-Bürgerkrieg 1861–1865. Soldaten – Waffen – Ausrüstung, Motorbuch Verlag, Stuttgart 1995, ISBN 978-3-613-01013-0
- Combat-Digest. Das Handbuch für den Combat-Schützen: Waffen u. Munition, Trainings- u. Sicherheits-Zubehör, Übungsabläufe, Motorbuch Verlag, Stuttgart 1995, ISBN 978-3-87943-993-5
- Jäger und Gejagte. Die Geschichte der Scharfschützen, Motorbuch-Verlag, Stuttgart 1997, ISBN 978-3-87943-373-5
- Walther – Eine deutsche Erfolgsgeschichte (Coautor, mit Ulrich Eichstädt und Manfred Kersten), VS Medien 2013, ISBN 978-3-944196-04-6